# Championnat de Géorgie de rugby à XV
Le championnat de Géorgie de rugby à XV est une compétition annuelle mettant aux prises les dix meilleurs clubs professionnels de rugby à XV en Géorgie. Un tournoi final mettant aux prises les six meilleures équipes est organisé pour désigner le vainqueur du championnat.
La compétition est désignée en tant que Didi 10 (en géorgien : დიდი 10) depuis 2015.

## Historique
Au moment de la dislocation de l'URSS, le 1er championnat national de rugby à XV en Géorgie est créé en 1990 et dont le vainqueur est le club du Rugby Club Aia.
À partir de l'édition 2015-2016, la compétition est désignée sous le nom de Didi 10 (en géorgien : დიდი 10, en anglais : Big 10),,.
Le nom du championnat fait l'objet d'un naming, après l'accord signé entre la société Lider-Bet et la fédération géorgienne lors de la saison 2019-2020 ; le championnat est alors désigné en tant que Lider-Bet Didi 10 (en géorgien : ლიდერბეთი დიდი 10). Le nom ne sera plus utilisé lors de la fin de la saison 2020-2021,. Un nouveau contrat est signé en 2024, cette fois avec la société Crocobet.

## Logo

Évolution du logo
Logo de 2015 à 2019.
Logo de 2019 à 2021.
Logo depuis 2021.

## Clubs de l'édition 2024-2025
| Équipe                 | Stade                    | Ville          |
| ---------------------- | ------------------------ | -------------- |
| RC Batoumi             | Batumi Rugby Stadium     | Batoumi        |
| RC Kochebi             | Tamaz Stepania Stadium   | Bolnissi       |
| RC Aia Kutaisi         | Aia Arena                | Koutaïssi      |
| Ares Kutaisi           | Aia Arena                | Koutaïssi      |
| RC Armia               | Avchala Stadium          | Tbilissi       |
| RC Kazbegi             | RC Kazbegi Rugby Stadium | Stephantsminda |
| Khvamli Tbilisi        | Mukhiani Arena           | Tbilissi       |
| RC Roustavi            | Kharebi Arena            | Roustavi       |
| RC Lelo                | Lelo Arena               | Tbilissi       |
| Tao Samtskhe-Javakheti | Aspindza Field           | Azpindza       |

## Palmarès
| Saison         | Vainqueur                                                  | Score                                                      | Finaliste                                                  |
| -------------- | ---------------------------------------------------------- | ---------------------------------------------------------- | ---------------------------------------------------------- |
| 1990           | RC Aia                                                     | 10 – 3                                                     | Elmavali                                                   |
| 1991           | RC Aia                                                     | 11 – 6                                                     | Vesta                                                      |
| 1992           | Vesta                                                      | 16 – 6                                                     | RC Aia                                                     |
| 1993           | RC Rustavi                                                 | Round-robin                                                | Shevardeni                                                 |
| 1994           | Tbilissi                                                   | Round-robin                                                | RC Rustavi                                                 |
| 1995           | RC Aia                                                     | Round-robin                                                | Gumari                                                     |
| 1996           | Gumari                                                     | Round-robin                                                | RC Kochebi                                                 |
| 1997           | RC Kochebi                                                 | 20 - 8                                                     | RC Aia                                                     |
| 1998           | RC Kochebi                                                 | 30 - 10                                                    | Datvebi                                                    |
| 1999           | Datvebi                                                    | Round-robin                                                | RC Kochebi                                                 |
| 2000           | RC Locomotive                                              | 28 - 28                                                    | RC Kochebi                                                 |
| 2001           | RC Locomotive                                              | 24 - 17                                                    | Datvebi                                                    |
| 2002           | Datvebi                                                    | 27 - 10                                                    | Datvebi « B »                                              |
| 2003           | RC Locomotive                                              | 18 - 15                                                    | RC Kochebi                                                 |
| 2004           | RC Lelo                                                    | 30 - 28                                                    | RC Akademia                                                |
| 2005           | RC Locomotive                                              | 30 - 6                                                     | RC Akademia                                                |
| 2006           | RC Locomotive                                              | 27 - 13                                                    | Dinamo                                                     |
| 2007           | RC Kochebi                                                 | 15 - 9                                                     | RC Lelo                                                    |
| 2008           | RC Locomotive                                              | 19 - 9                                                     | RC Lelo                                                    |
| 2009           | RC Lelo                                                    | 15 - 6                                                     | RC Batoumi                                                 |
| 2010           | RC Locomotive                                              | 16 - 11                                                    | RC Lelo                                                    |
| 2011           | RC Armia                                                   | 29 - 22                                                    | RC Aia                                                     |
| 2012-2013      | RC Lelo                                                    | 16 - 10                                                    | RC Armia                                                   |
| 2013-2014      | RC Lelo                                                    | 24 - 11                                                    | RC Armia                                                   |
| 2014-2015      | RC Lelo                                                    | 30 - 21                                                    | RC Locomotive                                              |
| 2015-2016      | Lelo Saracens                                              | 17 - 15                                                    | RC Locomotive                                              |
| 2016-2017      | RC Jiki                                                    | 28 - 22                                                    | RC Batoumi                                                 |
| 2017-2018 (en) | RC Locomotive                                              | 29 - 10                                                    | RC Aia                                                     |
| 2018-2019 (en) | RC Batoumi                                                 | 36 - 11                                                    | RC Rustavi                                                 |
| 2019-2020      | Fin de saison annulée en raison de la pandémie de Covid-19 | Fin de saison annulée en raison de la pandémie de Covid-19 | Fin de saison annulée en raison de la pandémie de Covid-19 |
| 2020-2021      | RC Aia                                                     | 16 - 13                                                    | RC Batoumi                                                 |
| 2021-2022      | RC Batoumi                                                 | 23 - 14                                                    | RC Kochebi                                                 |
| 2022-2023      | RC Rustavi                                                 | 24 - 22                                                    | RC Batoumi                                                 |
| 2023-2024      | RC Aia                                                     | 19 - 3                                                     | Lelo Saracens                                              |

## Bilan
| Club          | Titre(s) | Premier(s) - Dernier(s) |
| ------------- | -------- | ----------------------- |
| RC Locomotive | 10       | 1992-2018               |
| Lelo Saracens | 6        | 2004-2016               |
| RC Aia        | 5        | 1990-2024               |
| RC Batoumi    | 4        | 1999-2022               |
| RC Kochebi    | 3        | 1997-2007               |
| RC Rustavi    | 2        | 1993-2023               |
| Gumari        | 1        | 1996                    |
| RC Armia      | 1        | 2011                    |
| RC Jiki       | 1        | 2017                    |